# Bruck an der Mur
Bruck an der Mur osztrák város, Stájerország Bruck-mürzzuschlagi járásának székhelye. 2017 januárjában 15 850 lakosa volt.

## Elhelyezkedése

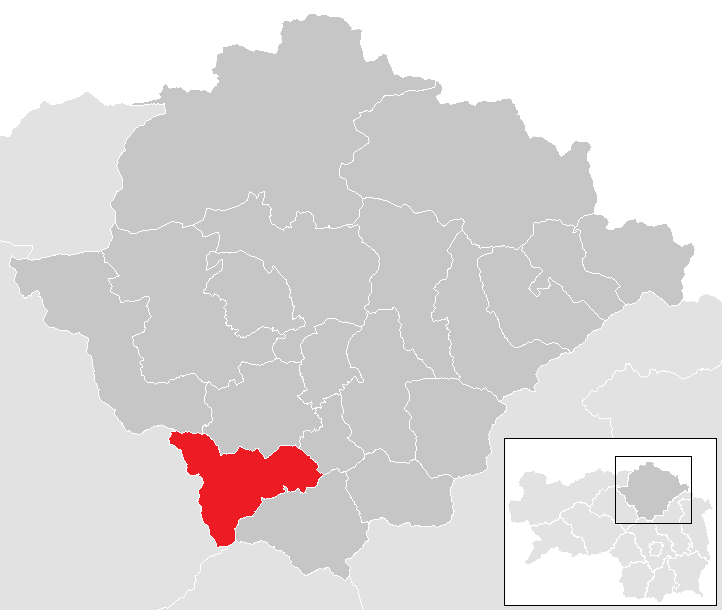
Bruck an der Mur a Bruck-mürzzuschlagi járásban

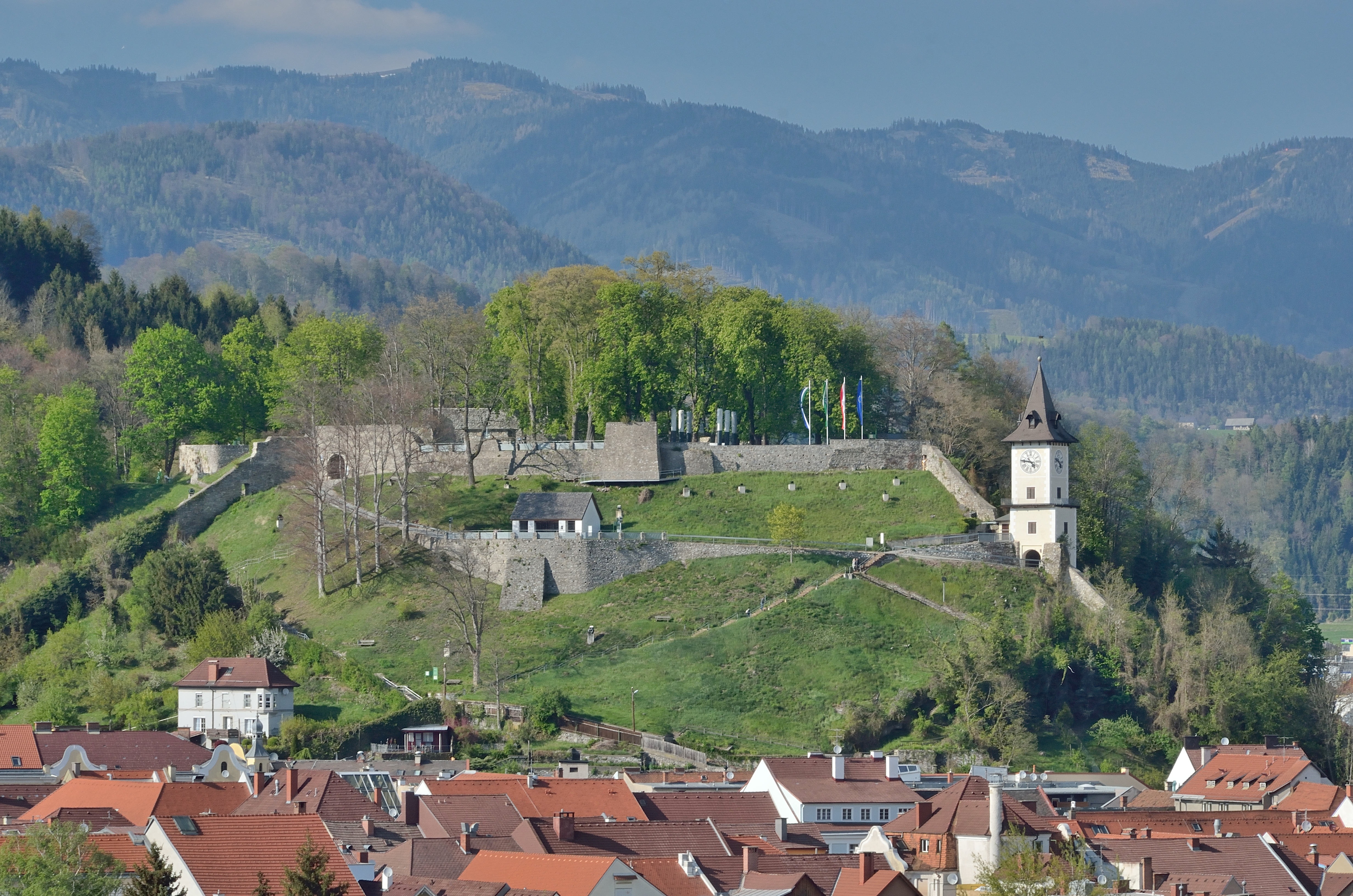
Landskron várának romjai és az óratorony

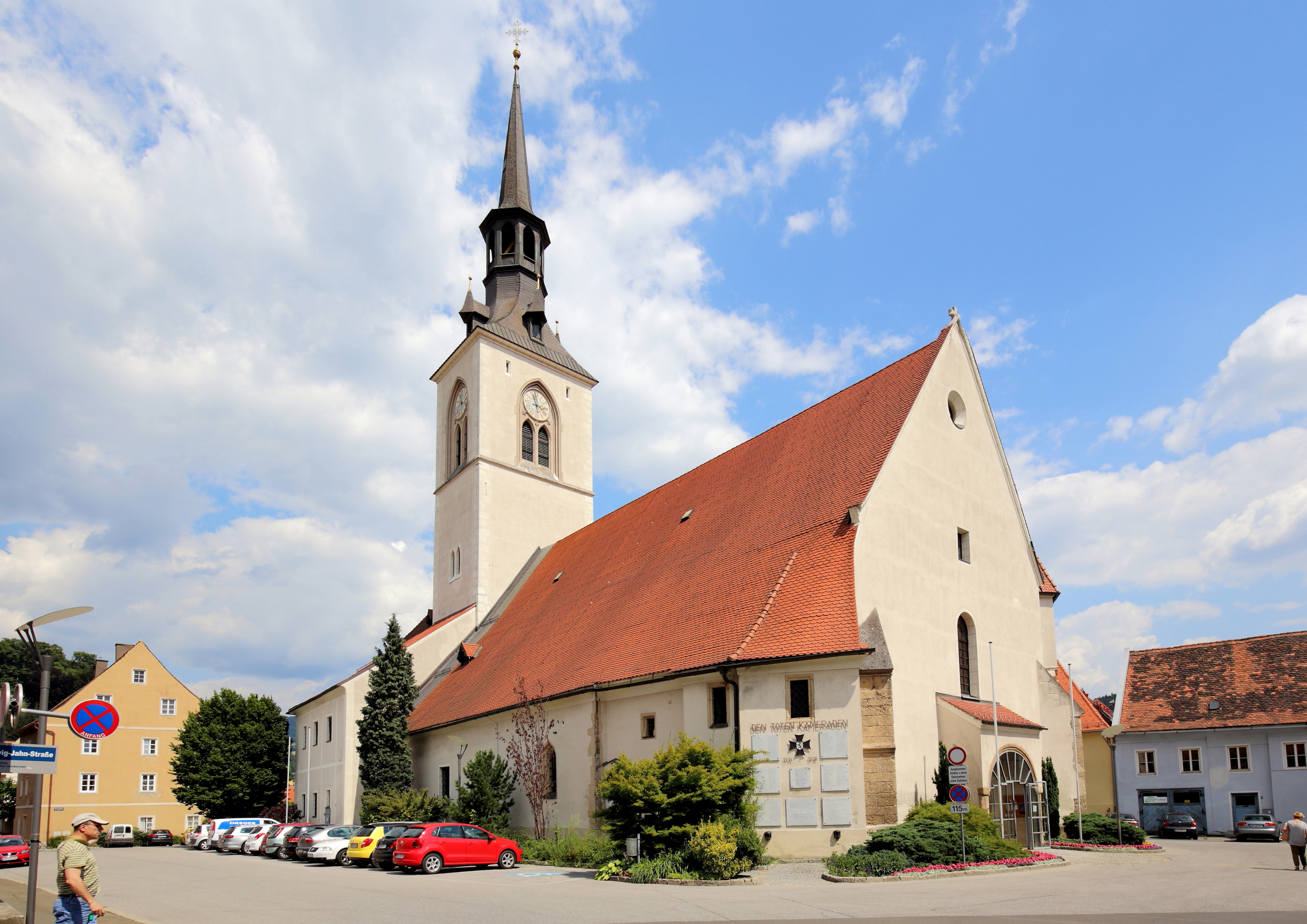
A Mária születése-plébániatemplom

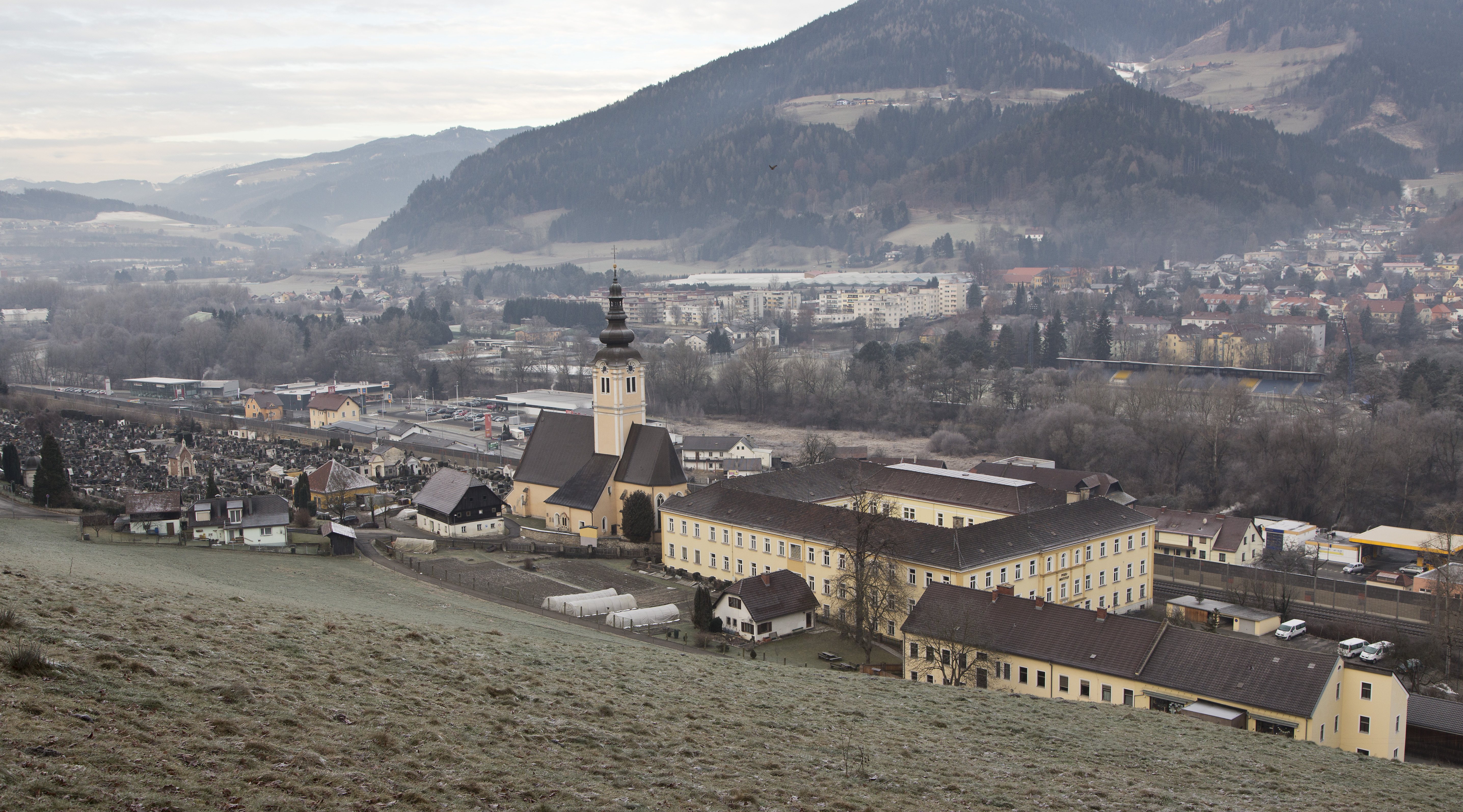
A Szt. Ruprecht-templom

Bruck an der Mur Felső-Stájerország keleti részén fekszik, a Mura mentén, ahol az addig északkeletnek tartó folyó élesen délnek fordul és ahol a Mürz belétorkollik. Északon a Mürz völgyében gyakorlatilag egybeépült Kapfenberggel. Az önkormányzat 16 települést egyesít: Berndorf (2496 lakos 2017-ben), Bruck an der Mur (8995), Heuberg (67), Kaltbach (105), Kotzgraben (24), Mötschlach (38), Oberaich (540), Oberdorf (203), Picheldorf (168), Pischk (227), Pischkberg (125), Sankt Dionysen (177), Übelstein (241), Urgental (764), Utschtal (1215), Wiener Vorstadt (465).
A környező önkormányzatok: északnyugatra Tragöß-Sankt Katharein, északkeletre Kapfenberg, keletre Sankt Marein im Mürztal, délre Pernegg an der Mur, nyugatra Niklasdorf és Proleb.

## Története
A Mura völgye már az őskőkorban lakott volt, erről tanúskodnak a szomszédos Pernegg területén talált szerszámok, amelyeket barlangi medvékre vadászó ősember használt. Bruck területén az ember legrégebbi nyoma egy neolitikus kőbalta. A bronzkorban az alpesi hágóktól délre vezető kereskedőutak a Mura völgyén vezettek délre. 1880-ban az akkori városvezető, Gundakar Wurmbrand gróf feltárta egy bronzkori kereskedő raktárát, benne különböző szerszámokkal és fegyverekkel. I. e. 1000 körül települtek be a kelták (előbb a norici, majd taurisci törzsek) a Mura és a Mürz mentére, akik együttesen megalapították Noricum királyságát. Az államot a Római Birodalom i. e. 15-ben bekebelezte. A rómaiak utat építettek a Mura mentén, amely Brucknál híddal kelt át a folyó fölött. A Mürz torkolatánál egy Poedicum nevű kis kelta-római település állt. A város területén számos római kori sírkő, mérföldkő, pénzérmék kerültek elő. A feliratok tanúsága szerint a hidat a Vindobonában állomásozó Legio X Gemina katonái őrizték. A népvándorlás korában az 5. század elején a római adminisztráció megszűnt a provinciában és 488-ban Odoaker áttelepítette a lakosság többségét Itáliába. 600 keletről szlávok települtek be a térségbe, akik megalapították Karantánia fejedelemségét. Az avarok által szorongatott szlávok 740-ben a bajorok segítségét kérték, akik az államot a saját hercegségükhöz csatolták és a 8. században elkezdtek betelepülni a mai Ausztria területére. Bruck területét a salzburgi érsek kapta meg, aki megtérítette a helyi lakosságot és német telepeseket hozatott be.
A település első említése 860-ból származik (mint "Prukka"), ekkor az érsek birtokában levő udvarház állt itt; a közelében a Mürz mentén volt egy szláv falu is. 1074-ben a birtokot átadták az akkor alapított admonti apátságnak. Kedvező helyének köszönhetően a település hamarosan fontos kereskedőcsomóponttá vált. A régió ekkor a Karantán őrgrófsághoz tartozott, amely 1180-ban átalakult a Stájer hercegséggé. A uralkodócsalád kihalása utána a Babenbergek örökölték meg a hercegséget. Utolsó képviselőjük, Civakodó Frigyes (1230-1246) fontos sókereskedelmi privilágiumot adományozott Brucknak. Miután a herceg 1246-ban elesett a Lajta-menti csatában, Ausztria és Stájerország birtoklásáért IV. Béla magyar és II. Ottokár cseh királyok vetélkedtek. 1252-ben a stájer nemesek Béla fiát, Istvánt választották hercegüknek, 1260-ban azonban Ottokár a kroissenbrunni csatában legyőzte a magyarokat és megszerezte a két hercegséget. Bruck Bruno olomouci püspök irányítása alá került, aki újjáalapításáról (novella plantation) határozott; 1263-ban birtokcserével megszerezte az admonti kolostortól, kialakította a mai városközpontot és fallal vétette körül. Bruckra már ebben az évben mint "oppidumra", városra hivatkoznak.
Ottokár bukása után a hercegségeket Habsburg Rudolf szerezte meg, aki 1277-ben megerősítette Bruck jogait és privilégiumait. 1292 februárjában az Albert herceg ellen fellázadó nemesek ostrom alá vették a várost, de két hét után a hóborította Semmering-hágón átkelő herceg felmentette őket. 1348. január 25-én kezdődően nyolc napon át tartó földrengéssorozat rázta meg Stájerországot és ledöntötte Kindberg várát. Brucki károkról nem írnak a krónikák. 1357-ben már jelentős zsidó közösség élt a városban, külön bírójukat is említik. 1382-ben egy tűzvészben leégett a fél város (108 ház), valamint a minoriták kolostora.
1479-ben Mátyás magyar király szállta meg a várost, egy évvel később pedig a portyázó törökök dúlták fel a régiót; feltehetően ekkor rombolták le a Szentlélek-templomot és a mellette lévő ispotályt. 1488-ban III. Frigyes császár engedélyezte a polgároknak a polgármester-választást, és hogy a városi okleveleket vörös viasszal (ami korábban csak a császárnak a legmagasabb rangú hivataloknak volt engedélyezve) pecsételjék le. 1510-ben egy újabb tűzvésznek 52 ház esett áldozatául. A reformáció megindulása után már 1528-ban a brucki polgárok és papok többsége az új vallás hívéül szegődött. Azonban amikor egy anabaptista gyülekezetet találtak, a tizenkét hívő közül a férfiakat lefejezték, a nőket pedig vízbe fojtották. 1530-ban újabb tűz pusztított, a következő 150 évben pedig a pestis négyszer (1541-1545, 1569, 1623 és 1674) látogatta meg a várost. 1600-ban Martin Brenner seckaui püspök megkezdte Bruck visszatérítését a katolikus hitre; a polgárok öt kivételével rekatolizáltak. 1610-re megépült egy új kapucinus kolostor. 1683 egy tűzvész 117 házat, a minorita kolostort és a városfal hét tornyát pusztította el. 1723-ban dohányüzemet alapítottak a városban, bár egészen 1794-ig 25 bot terhe mellett tilos volt nyilvánosan dohányozni. 1742-ben Bruck megszerezte a mellette leterülő császári erdőt és a vadászati jogot. 1792-ben a város történelmének legrosszabb tűzvésze a 166 házból 164-et teljesen elpusztított, megrongálódott Landskron vára, a templom és a plébánia is.

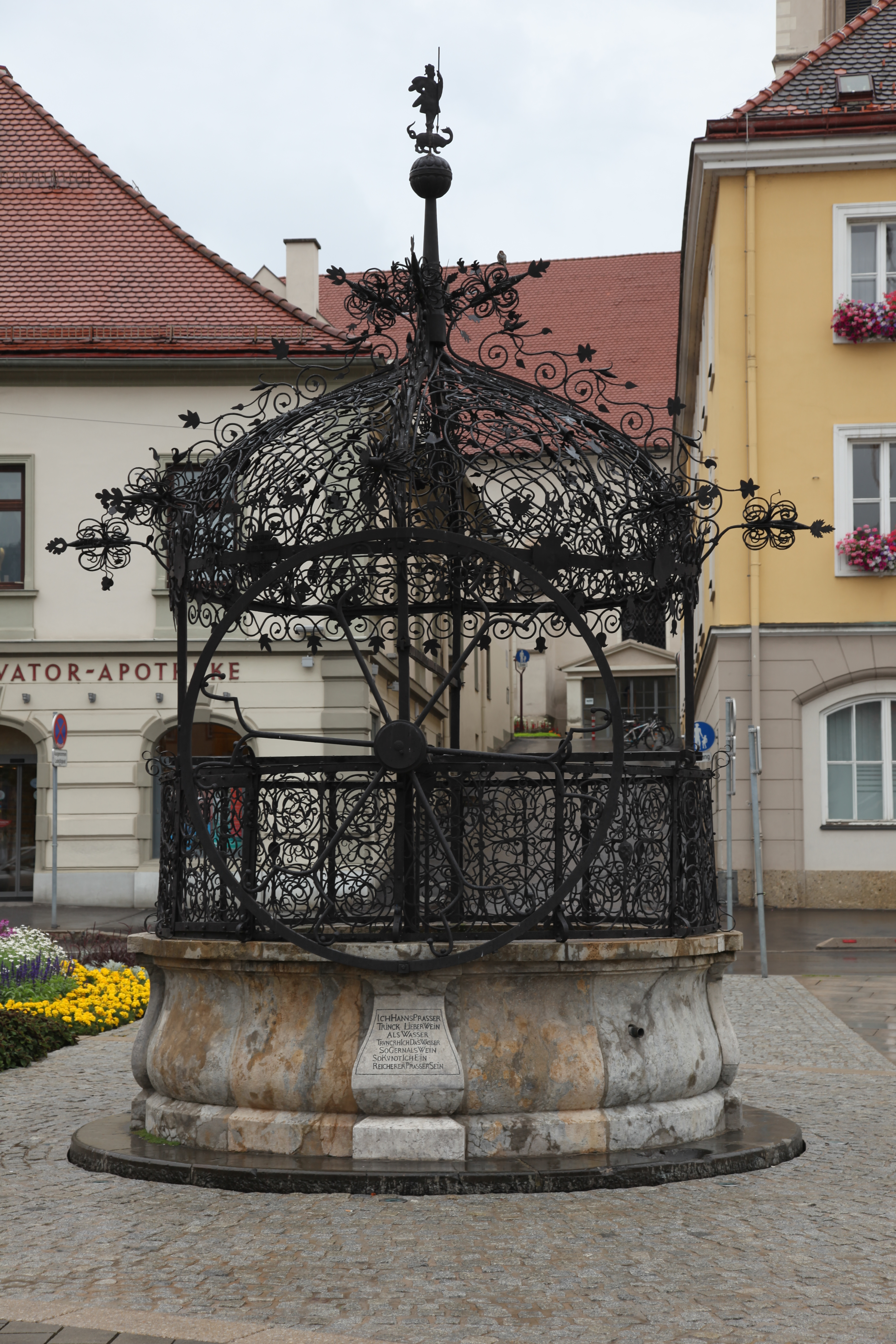
A híres kovácsoltvas kút a főtéren

A város megszenvedte a napóleoni háborúk korát. 1797 áprilisában Napóleon vonult be Bruckba és a közelben kötötte meg a leobeni fegyverszünetet Károly főherceggel. 1800 decemberében Ludwig Josef von Bourbon, Condé hercege állomásoztatta hadseregét Bruckban, majd 1805-ben két hónapig, 1809-ben pedig több mint fél évig volt a fosztogató francia csapatok megszállása alatt.
1844-ben maga János főherceg nyitotta meg a Mürzzuschlag-Bruck-Graz vasútvonalat. 1849-ben a brucki hatóságok elfogtak 36 dezertáló huszárt, akiket a városfalon kívül agyonlőttek. A bécsi forradalom utáni közigazgatási reform során a magisztrátus megszűnt, helyére városi tanácsot választottak. Bruck továbbra is járási központ maradt. 1900-ban megnyílt az erdészeti főiskola, amely 2005 óta az ország egyetlen hasonló intézménye.
1924-ben a gazdasági összeomlás és a szárnyaló infláció idején Bruck vívta ki a legdrágább osztrák város kétes hírnevét. 1934 februárjában a jobboldali Heimwehr és republikánus Schutzbund véres utcai csatát vívott Bruckban. Ennek nyomán az ismert munkásmozgalmi vezetőt, Wallisch Kálmánt felkelés szervezéséért halálra ítélték, a szociáldemokrata pártot pedig betiltották. 1938-ban az Anschlusst követő népszavazáson 8466-an szavaztak a Német Birodalomhoz való csatlakozásra, 21-en ellene. A második világháború végén Bruckot, mint fontos vasúti csomópontot több alkalommal bombázták. Bár általános légitámadásra nem került sor, a bombázásoknak mindig voltak áldozatai, pl. 1945. március 21-én hatan haltak meg. A háború után Bruck 1945 júliusáig szovjet, utána brit megszállás alatt volt.
A 2015-ös stájerországi közigazgatási reform során a szomszédos Oberaich mezővárost Bruck an der Mur-hoz csatolták.

## Lakosság
A Bruck an der Mur-i önkormányzat területén 2017 januárjában 15850 fő élt. A lakosságszám 1971-ben érte el csúcspontját 18319 fővel, azóta többé-kevésbé csökkenő tendenciát mutat. 2015-ben a helybeliek 91%-a volt osztrák állampolgár; a külföldiek közül 1,1% a régi (2004 előtti), 4,5% az új EU-tagállamokból érkezett. 1,6% a volt Jugoszlávia (Szlovénia és Horvátország nélkül) vagy Törökország, 1,7% egyéb országok polgára. 2001-ben a lakosok 68,1%-a római katolikusnak, 7,4% evangélikusnak, 1,5% mohamedánnak, 19% pedig felekezet nélkülinek vallotta magát. Ugyanekkor 69 (0,5%) magyar élt a városban. A legnagyobb nemzetiségi csoportot a német mellett a horvátok alkottak 2%-kal.

## Látnivalók

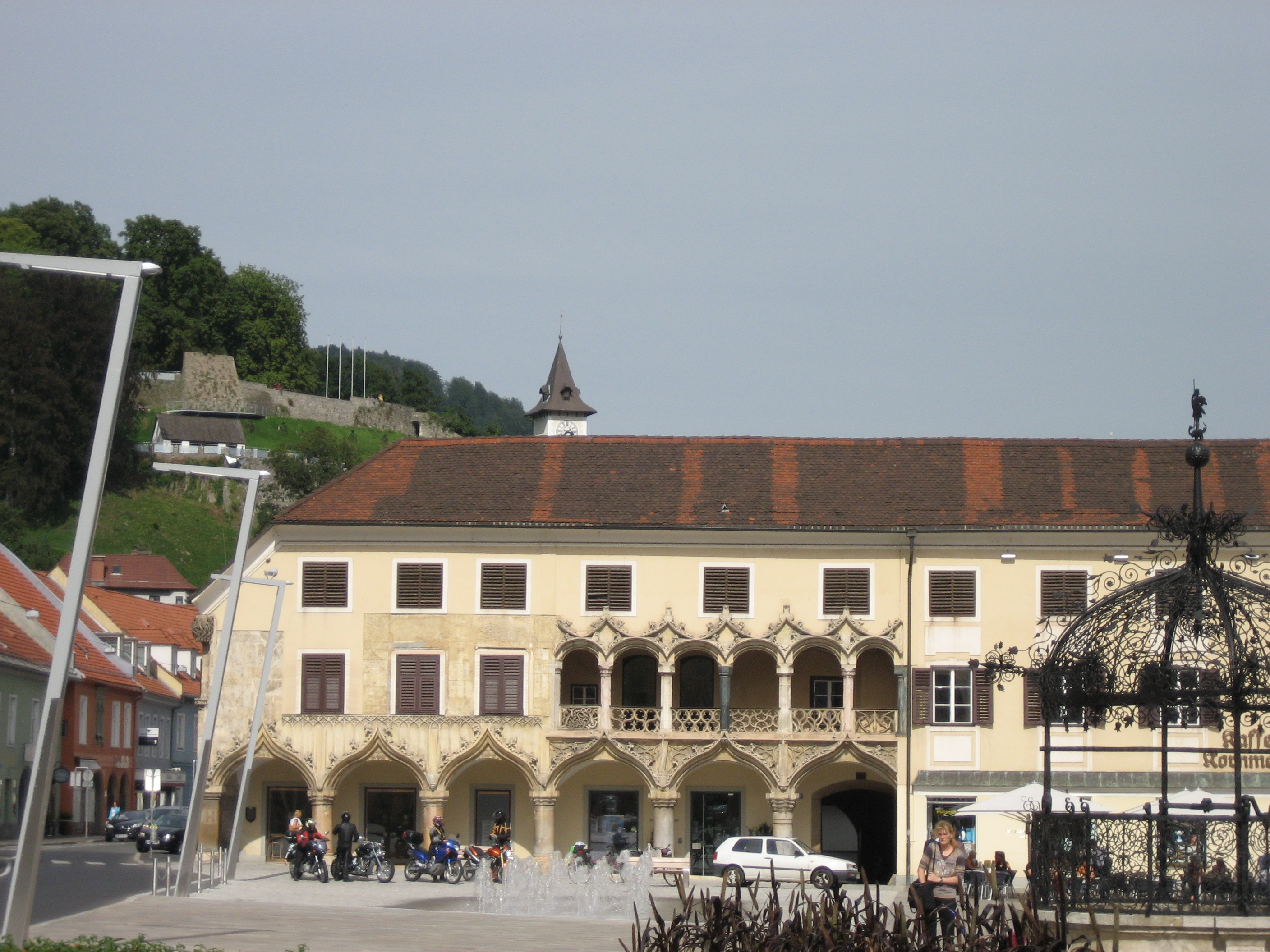
A Kornmesserhaus

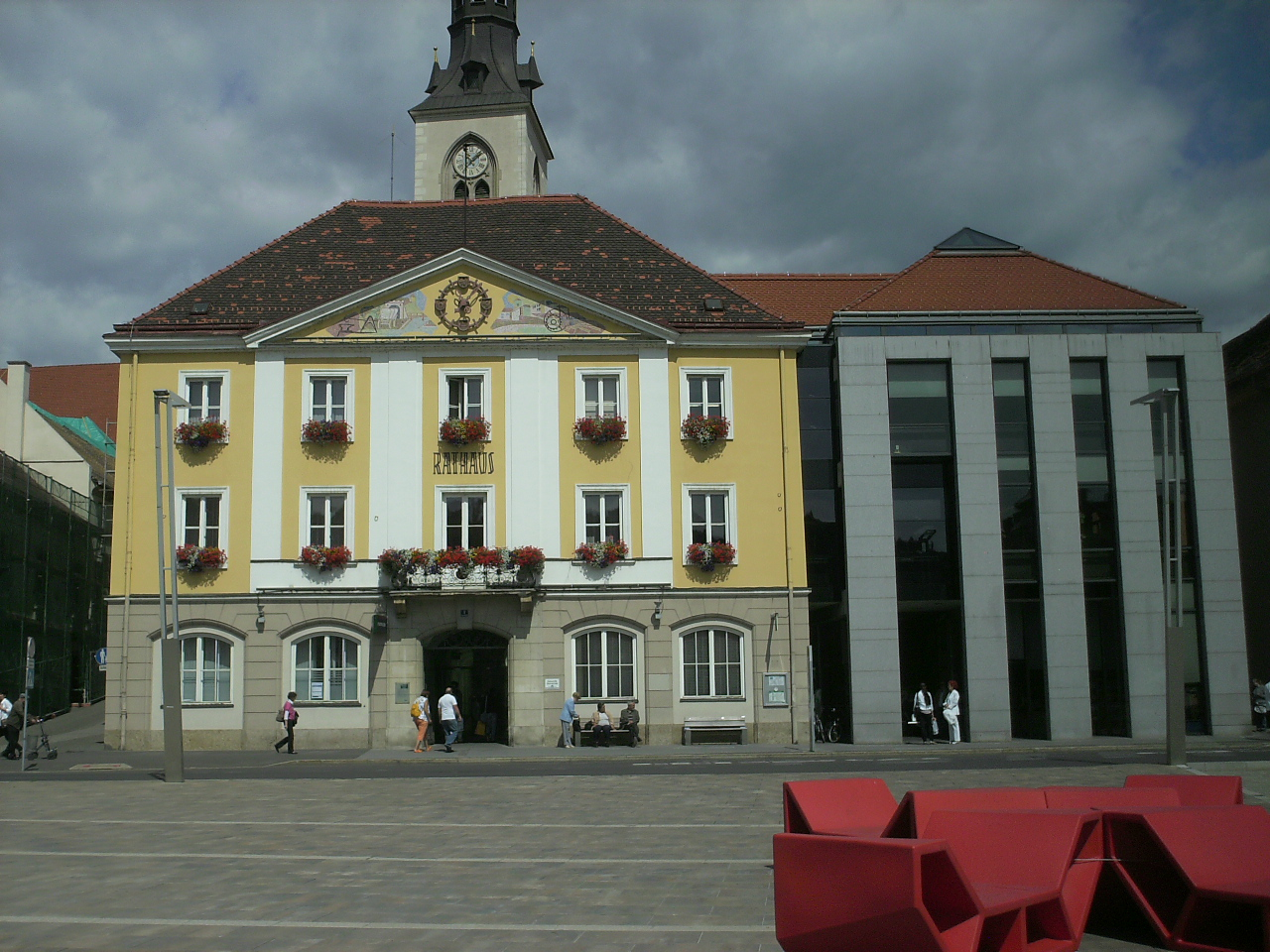
A városháza

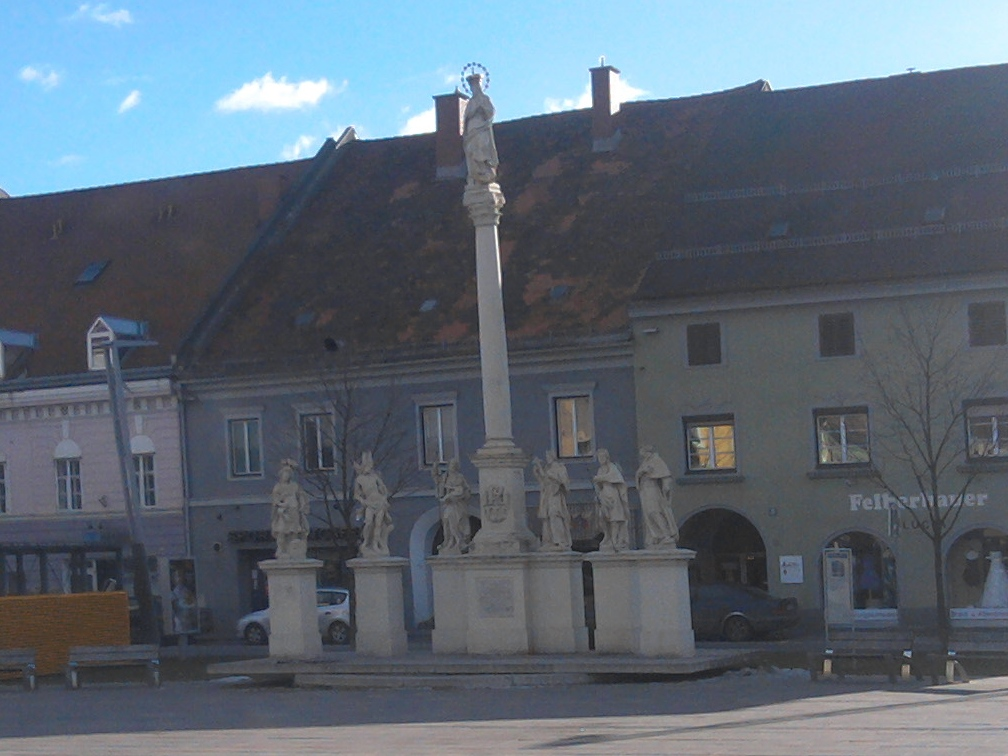
A Mária-oszlop

- a Mária születése-plébániatemplom (Liebfrauenkirche) építését 1272-ben kezdték.
- a minoriták temploma a volt kolostor apátsági temploma volt. Feltehetően már a kolostor építése (1300) előtt is állt.
- a Szt. Ruprecht-templom ma a városon kívüli temetőben állt és korábban ez volt a plébániatemplom. A 9. században alapították. Eredetileg román konstrukcióját gótikus stílusban átépítették. Gótikus freskóiról is híres.
- a Szt. Miklós-templom eredetileg román stílusú volt, amelyet gótikus stílusban kibővítettek.
- a Szt. György-templomot először 1060-ban említik.
- a volt Szt. Márton-ispotálytemplomot 1329-ben említik elsőként. Ma hangversenyterem.
- a kálváriatemplomot 1719-ben szentelték fel. 1969 óta nem használják vallási célokra és romos állapotban van.
- a hatszögletű, gótikus volt Szentlélek-kápolna.
- az 1505-ben épült Kornmesserhaus Ausztria egyik legszebb világi célú gótikus épülete.
- a városháza a 16. században épült, a tűzvészek után többször átépítették.
- A Patikusház a főtéren a 16. században épült, eredetileg városházának. 1715 óta patika.
- az 1710-ben emelt Mária-oszlop.
- a várhegy Landskron várának romjaival és az óratoronnyal.
- 17. századi kovácsoltvas kút a város egyik nevezetessége.
- az oberaichi római híd.

## Híres bruckiak
- Vas Ernő (1377–1424) Ausztria hercege a városban született
- Edmund Hlawka (1916–2009) matematikus
- Hanns Malissa (1920–2010) vegyész
- Eva Rueber-Staier (1951-) színésznő, Miss World
- Erwin Wurm (1954-) művész
- Jörg Leichtfried (1967-) politikus, közlekedési miniszter
- Elisabeth Görgl (1981-) olimpiai bronzérmes alpesi síző
- Robert Almer (1984-) válogatott labdarúgó

## Testvérvárosok
- Hagen-Hohenlimburg (Németország
- Liévin (Franciaország)
- Veroli (Olaszország)

## Fordítás
- Ez a szócikk részben vagy egészben  a   Bruck an der Mur című német Wikipédia-szócikk ezen változatának fordításán alapul.  Az eredeti cikk szerkesztőit annak laptörténete sorolja fel. Ez a jelzés csupán a megfogalmazás eredetét és a szerzői jogokat jelzi, nem szolgál a cikkben szereplő információk forrásmegjelöléseként.